# Arsienał Tuła
Arsienał Tuła właśc. Awtonomnaja niekommierczeskaja organizacyja Profiessionalnyj futbolnyj kłub «Arsienał» Tuła (ros. Автономная некоммерческая организация Профессиональный футбольный клуб «Арсенал» Тула) – rosyjski klub piłkarski z siedzibą w Tule.

## Historia
Założony w 1946 pn. Zienit Tuła (ros. ФК «Зенит» Тула). Od 1959 do 1992 regularnie występował w niższych ligach Mistrzostw ZSRR, zmieniając w międzyczasie nazwę kolejno na Trud (ros. «Труд») w 1959, Szachtior (ros. «Шахтёр») w 1962, Mietałłurg (ros. «Металлург») w 1964, Maszynostroitiel (ros. «Машиностроитель») w 1974, TOZ (ros. ТОЗ) w 1979 i Arsenał w 1984. W latach 1992–1994 występował w Wyższej Lidze Rosji, a w latach 1998–2001 oraz 2004 w Pierwszej Lidze Rosji. W sezonie 2006 zajął ostatnie miejsce w grupie zachodniej w Drugiej Lidze Rosji i został pozbawiony statusu klubu profesjonalnego. W marcu 2007 został rozwiązany. Później na bazie klubu został założony Orużejnik Tuła, który w styczniu 2008 powrócił do nazwy Arsenał i występował w Amatorskiej Lidze Rosji.

## Obecny skład
Stan na 25 maja 2021
| Nr | Poz. | Piłkarz             |
| -- | ---- | ------------------- |
| 1  | BR   | Artur Nigmatułlin   |
| 3  | OB   | Artiom Sokoł        |
| 4  | OB   | Robert Bauer        |
| 5  | OB   | Taras Burłak        |
| 6  | OB   | Maksim Bielajew     |
| 7  | PO   | Aleksandr Łomowicki |
| 8  | OB   | Gia Grigalawa       |
| 9  | PO   | Kiriłł Kombarow     |
| 10 | NA   | Evans Kangwa        |
| 11 | PO   | Siergiej Tkaczow    |
| 13 | NA   | Kiriłł Panczenko    |
| 14 | OB   | Anri Chagusz        |
| 15 | PO   | Juryj Kawalou       |
| 17 | NA   | Guram Adżojew       |

| Nr | Poz. | Piłkarz               |
| -- | ---- | --------------------- |
| 18 | PO   | Waleryj Hramyka       |
| 19 | NA   | Luka Đorđević         |
| 20 | PO   | Goran Čaušić          |
| 23 | PO   | Igor Gorbatienko      |
| 28 | PO   | Władisław Pantielejew |
| 36 | BR   | Michaił Lewaszow      |
| 44 | PO   | Kings Kangwa          |
| 48 | NA   | Jewgienij Łucenko     |
| 50 | BR   | Jegor Szamow          |
| 70 | PO   | Georgi Kostadinow     |
| 71 | OB   | Aleksandr Dienisow    |
| 82 | PO   | Daniił Chłusiewicz    |
| 91 | OB   | Aleksandr Dowbnia     |
| 92 | OB   | Nikołaj Rasskazow     |

## Sukcesy
- 5. miejsce w Rosyjskiej Pierwszej Lidze: 1998
- 1/4 finału Pucharu Rosji: 1998/1999 i 2000/2001
- Awans do Priemjer-Ligi 2015/16

## Europejskie puchary
Legenda do wszystkich tabel:
- Q – runda eliminacyjna, 1/16, 1/8, 1/4, 1/2 – odpowiednia faza rozgrywek, Grupa – runda grupowa, 1r gr – pierwsza runda grupowa, 2r gr – druga runda grupowa, F – finał, R – runda, PO – play-off
- k. – rzuty karne, los. – losowanie, Dogr. – dogrywka, w. – zasada bramek strzelonych na wyjeździe

| Sezon   | Rozgrywki   | Runda | Klub       | Dom | Wyjazd | Ogólnie |
| ------- | ----------- | ----- | ---------- | --- | ------ | ------- |
| 2019/20 | Liga Europy | 2Q    | Neftçi PFK | 0–1 | 0–3    | 0–4     |